# Campeonato Mundial de Voleibol Feminino Sub-20 de 2017
O Campeonato Mundial de Voleibol Feminino Sub-20 de 2017 foi a 19ª edição desta competição, direcionada às atletas com no máximo vinte anos de idade, tendo o México como país-sede do evento. O torneio contou com a presença de 16 seleções mundiais, no período entre 14 e 23 de julho de 2017, cujas partidas foram realizadas nas cidades de Boca del Río e Córdoba.
A equipe da China conquistou o seu terceiro título desta categoria, ao derrotar na final o selecionado da Rússia. Integrante do time campeão, a central Yang Hanyu foi premiada como sendo a melhor jogadora deste campeonato (MVP).

## Equipes qualificadas
| Torneio de qualificação                       | Data                              | Sede              | Vagas             | Qualificados         | Última participação |
| --------------------------------------------- | --------------------------------- | ----------------- | ----------------- | -------------------- | ------------------- |
| País-sede                                     | 2 de fevereiro de 2016            | Lausana           | 1                 | México               | 2013                |
| Campeonato Asiático de 2017                   | 23 a 31 de julho de 2017          | Nakhon Ratchasima | 2                 | China                | 2015                |
| Campeonato Asiático de 2017                   | 23 a 31 de julho de 2017          | Nakhon Ratchasima | 2                 | Japão                | 2015                |
| Campeonato NORCECA de 2016                    | 26 a 31 de julho de 2016          | Fort Lauderdale   | 1                 | República Dominicana | 2015                |
| Campeonato Sul-Americano de 2016              | 26 a 30 de outubro de 2016        | Uberaba           | 1                 | Brasil               | 2015                |
| Campeonato Africano de 2017                   | 28 a 29 de janeiro de 2017        | Cairo             | 1                 | Egito                | 2015                |
| Copa Pan-Americana de 2017                    | 6 a 14 de maio de 2017            | San José          | 1 CSV e 1 NORCECA | Argentina            | estreante           |
| Copa Pan-Americana de 2017                    | 6 a 14 de maio de 2017            | San José          | 1 CSV e 1 NORCECA | Estados Unidos       | 2013                |
| Torneio Qualificatório Europeu Sub-20 de 2017 | 5 de janeiro a 21 de maio de 2017 | Várias            | 2                 | Polônia              | 2011                |
| Torneio Qualificatório Europeu Sub-20 de 2017 | 5 de janeiro a 21 de maio de 2017 | Várias            | 2                 | Rússia               | 2015                |
| Ranking Mundial                               | A partir de 1 de janeiro de 2017  | Lausana           | 6                 | Itália               | 2015                |
| Ranking Mundial                               | A partir de 1 de janeiro de 2017  | Lausana           | 6                 | Sérvia               | 2015                |
| Ranking Mundial                               | A partir de 1 de janeiro de 2017  | Lausana           | 6                 | Peru                 | 2015                |
| Ranking Mundial                               | A partir de 1 de janeiro de 2017  | Lausana           | 6                 | Turquia              | 2015                |
| Ranking Mundial                               | A partir de 1 de janeiro de 2017  | Lausana           | 6                 | Cuba                 | 2015                |
| Ranking Mundial                               | A partir de 1 de janeiro de 2017  | Lausana           | 6                 | Bulgária             | 2015                |
| Total                                         |                                   |                   | 16                |                      |                     |

## Locais dos jogos
| Local 1           |
| ----------------- |
| Córdoba, México   |
| Arena Córdoba     |
| Capacidade: 1 500 |
|                   |

| Local 2              |
| -------------------- |
| Boca del Río, México |
| Arena Veracruz       |
| Capacidade: 1 600    |

## Formato de disputa
A competição reuniu 16 equipes, com partidas em oito dias (e recesso de dois dias). As seleções foram distribuídas em quatro grupos, definidos de A à D, com disputas dentro de cada chave. Ao final, as duas primeiras equipes de cada grupo foram distribuídas na segunda fase nos grupos E e F (com chance de avançar ao título), enquanto que as duas últimas equipes de cada grupo formaram na segunda fase os grupos G e H (visando enquadramento para as disputas de 9º ao 16º lugar).
Ao final da segunda fase, as duas primeiras colocadas dos grupos E e F se qualificaram para as semi-finais e, por sua vez, as equipes eliminadas destes grupos foram para a disputa do 5º ao 8º lugar. Quanto às duas primeiras seleções dos grupos G e H, estas foram ao playoff da 9ª à 12ª colocação, enquanto que as eliminadas destes dois grupos disputaram o playoff que determinou o posicionamento final do 13º ao 16º lugar.

## Primeira fase
|  | Qualificados para a Segunda Fase (Grupo E) |
|  | Qualificados para a Segunda Fase (Grupo F) |
|  | Qualificados para a Segunda Fase (Grupo G) |
|  | Qualificados para a Segunda Fase (Grupo H) |

### Grupo A
Classificação
|     |          |     | Jogos | Jogos | Jogos | Pontos | Pontos | Pontos | Sets | Sets | Sets  |
| Pos | Equipe   | Pts | T     | V     | D     | V      | P      | R      | V    | P    | R     |
| --- | -------- | --- | ----- | ----- | ----- | ------ | ------ | ------ | ---- | ---- | ----- |
| 1   | Rússia   | 9   | 3     | 3     | 0     | 272    | 189    | 1.439  | 9    | 2    | 4.500 |
| 2   | Bulgária | 5   | 3     | 2     | 1     | 252    | 257    | 0.981  | 7    | 5    | 1.400 |
| 3   | México   | 3   | 3     | 1     | 2     | 278    | 316    | 0.880  | 6    | 8    | 0.750 |
| 4   | Egito    | 1   | 3     | 0     | 3     | 220    | 260    | 0.846  | 2    | 9    | 0.222 |

| Data   | Hora  |           | Placar |             | Set 1 | Set 2 | Set 3 | Set 4 | Set 5 | Total  | Relatório |
| ------ | ----- | --------- | ------ | ----------- | ----- | ----- | ----- | ----- | ----- | ------ | --------- |
| 14 jul | 18:00 | 'Rússia ' | 3–1    | Bulgária    | 25–15 | 25–13 | 24–26 | 25–13 |       | 99–67  | 99-67     |
| 14 jul | 21:00 | 'México ' | 3–2    | Egito       | 16–25 | 29–31 | 25–20 | 25-19 | 15-13 | 110–76 | 110-108   |
| 15 jul | 15:00 | Egito     | 0–3    | ' Bulgária' | 17–25 | 21–25 | 23–25 |       |       | 61–75  | 61-75     |
| 15 jul | 20:00 | 'Rússia ' | 3–1    | México      | 25–15 | 23–25 | 25–17 | 25–14 |       | 98–71  | 98-71     |
| 16 jul | 15:00 | 'Rússia ' | 3–0    | Egito       | 25–18 | 25–16 | 25–17 |       |       | 75–51  | 75-51     |
| 16 jul | 20:00 | México    | 2–3    | ' Bulgária' | 25–27 | 26–24 | 12–25 | 25–19 | 9–15  | 97–110 | 97-110    |

### Grupo B
Classificação
|     |                      |     | Jogos | Jogos | Jogos | Pontos | Pontos | Pontos | Sets | Sets | Sets  |
| Pos | Equipe               | Pts | T     | V     | D     | V      | P      | R      | V    | P    | R     |
| --- | -------------------- | --- | ----- | ----- | ----- | ------ | ------ | ------ | ---- | ---- | ----- |
| 1   | China                | 7   | 3     | 2     | 1     | 252    | 217    | 1.161  | 8    | 3    | 2.667 |
| 2   | Polônia              | 6   | 3     | 2     | 1     | 290    | 284    | 1.021  | 8    | 6    | 1.333 |
| 3   | República Dominicana | 5   | 3     | 2     | 1     | 237    | 226    | 1.049  | 6    | 5    | 1.200 |
| 4   | Peru                 | 0   | 3     | 0     | 3     | 188    | 240    | 0.783  | 1    | 9    | 0.111 |

Resultados
| Data   | Hora  |                         | Placar |            | Set 1 | Set 2 | Set 3 | Set 4 | Set 5 | Total   | Relatório |
| ------ | ----- | ----------------------- | ------ | ---------- | ----- | ----- | ----- | ----- | ----- | ------- | --------- |
| 14 jul | 13:00 | Peru                    | 0–3    | ' China'   | 21–25 | 24–26 | 19–25 |       |       | 64–76   | 64-76     |
| 14 jul | 15:00 | 'República Dominicana ' | 3–2    | Polônia    | 20–25 | 25–23 | 20–25 | 25–17 | 16–14 | 106–104 | 106-104   |
| 15 jul | 13:00 | 'República Dominicana ' | 3–0    | Peru       | 25–20 | 25–8  | 25–19 |       |       | 75–47   | 75-47     |
| 15 jul | 18:00 | China                   | 2–3    | ' Polônia' | 25–16 | 24–26 | 25–15 | 15–25 | 12–15 | 101–97  | 101-97    |
| 16 jul | 13:00 | Peru                    | 1–3    | ' Polônia' | 18–25 | 22–25 | 25–14 | 12–25 |       | 77–89   | 77-89     |
| 16 jul | 18:00 | República Dominicana    | 0–3    | ' China'   | 19–25 | 20–25 | 17–25 |       |       | 56–75   | 56-75     |

### Grupo C
Classificação
|     |                |     | Jogos | Jogos | Jogos | Pontos | Pontos | Pontos | Sets | Sets | Sets  |
| Pos | Equipe         | Pts | T     | V     | D     | V      | P      | R      | V    | P    | R     |
| --- | -------------- | --- | ----- | ----- | ----- | ------ | ------ | ------ | ---- | ---- | ----- |
| 1   | Brasil         | 8   | 3     | 3     | 0     | 307    | 243    | 1.263  | 9    | 4    | 2.250 |
| 4   | Estados Unidos | 5   | 3     | 2     | 1     | 251    | 282    | 0.890  | 7    | 5    | 1.400 |
| 2   | Sérvia         | 3   | 3     | 1     | 2     | 300    | 291    | 1.031  | 6    | 8    | 0.750 |
| 3   | Cuba           | 2   | 3     | 0     | 3     | 256    | 298    | 0.859  | 4    | 9    | 0.444 |

Resultados
| Data   | Hora  |           | Placar |                   | Set 1 | Set 2 | Set 3 | Set 4 | Set 5 | Total   | Relatório |
| ------ | ----- | --------- | ------ | ----------------- | ----- | ----- | ----- | ----- | ----- | ------- | --------- |
| 14 jul | 18:00 | 'Sérvia ' | 3–2    | Cuba              | 25–13 | 25–17 | 25–27 | 17–25 | 15–11 | 107–93  | 107-93    |
| 14 jul | 21:00 | 'Brasil ' | 3–1    | Estados Unidos    | 25–10 | 25–12 | 24–26 | 25-22 |       | 99–48   | 99-70     |
| 15 jul | 18:00 | 'Brasil ' | 3–1    | Sérvia            | 25–13 | 25–21 | 23–25 | 25–22 |       | 98–81   | 98-81     |
| 15 jul | 20:00 | Cuba      | 0–3    | ' Estados Unidos' | 29–31 | 20–25 | 23–25 |       |       | 72–81   | 72-81     |
| 16 jul | 18:00 | Sérvia    | 2–3    | ' Estados Unidos' | 25–22 | 25–10 | 24–26 | 23–25 | 15–17 | 112–100 | 112–100   |
| 16 jul | 20:00 | 'Brasil ' | 3–2    | Cuba              | 23–25 | 22–25 | 25–9  | 25–20 | 15–13 | 110–92  | 110–92    |

### Grupo D
Classificação
|     |           |     | Jogos | Jogos | Jogos | Pontos | Pontos | Pontos | Sets | Sets | Sets  |
| Pos | Equipe    | Pts | T     | V     | D     | V      | P      | R      | V    | P    | R     |
| --- | --------- | --- | ----- | ----- | ----- | ------ | ------ | ------ | ---- | ---- | ----- |
| 1   | Japão     | 8   | 3     | 3     | 0     | 258    | 208    | 1.240  | 9    | 2    | 4.500 |
| 2   | Turquia   | 5   | 3     | 2     | 1     | 322    | 314    | 1.025  | 8    | 7    | 1.143 |
| 3   | Itália    | 4   | 3     | 1     | 2     | 233    | 247    | 0.943  | 5    | 6    | 0.833 |
| 4   | Argentina | 1   | 3     | 0     | 3     | 220    | 264    | 0.833  | 2    | 9    | 0.222 |

Resultados
| Data   | Hora  |            | Placar |            | Set 1 | Set 2 | Set 3 | Set 4 | Set 5 | Total   | Relatório |
| ------ | ----- | ---------- | ------ | ---------- | ----- | ----- | ----- | ----- | ----- | ------- | --------- |
| 14 jul | 13:00 | 'Japão '   | 3–0    | Argentina  | 25–11 | 25–13 | 25–22 |       |       | 75–46   | 75-46     |
| 14 jul | 15:00 | Itália     | 2–3    | ' Turquia' | 25–20 | 21–25 | 25–20 | 16–25 | 12–15 | 99–105  | 99-105    |
| 15 jul | 13:00 | 'Turquia ' | 3–2    | Argentina  | 23–25 | 28–26 | 25–19 | 20–25 | 15–13 | 111–108 | 111-108   |
| 15 jul | 15:00 | 'Japão '   | 3–0    | Itália     | 25–17 | 25–15 | 26–24 |       |       | 76–56   | 76-56     |
| 16 jul | 13:00 | 'Japão '   | 3–2    | Turquia    | 22–25 | 20–25 | 25–21 | 25–23 | 15–12 | 107–106 | 107–106   |
| 16 jul | 15:00 | 'Itália '  | 3–0    | Argentina  | 28–26 | 25–21 | 25–19 |       |       | 78–66   | 78–66     |

## Segunda fase
|  | Qualificados para as Semifinais                    |
|  | Qualificados para as Disputa do 5º ao 8º lugares   |
|  | Qualificados para as Disputa do 9º ao 12º lugares  |
|  | Qualificados para as Disputa do 13º ao 16º lugares |

### Grupo E
Classificação
|     |         |     | Jogos | Jogos | Jogos | Pontos | Pontos | Pontos | Sets | Sets | Sets  |
| Pos | Equipe  | Pts | T     | V     | D     | V      | P      | R      | V    | P    | R     |
| --- | ------- | --- | ----- | ----- | ----- | ------ | ------ | ------ | ---- | ---- | ----- |
| 1   | Rússia  | 6   | 2     | 2     | 0     | 163    | 137    | 1.190  | 6    | 1    | 6,000 |
| 2   | Turquia | 6   | 3     | 2     | 1     | 275    | 256    | 1.074  | 7    | 5    | 1.400 |
| 3   | Polônia | 3   | 3     | 1     | 2     | 211    | 219    | 0.963  | 4    | 6    | 0.667 |
| 4   | Brasil  | 0   | 2     | 0     | 2     | 136    | 173    | 0.786  | 1    | 06   | 0.167 |

Resultados
| Data   | Hora  |            | Placar |            | Set 1 | Set 2 | Set 3 | Set 4 | Set 5 | Total | Relatório |
| ------ | ----- | ---------- | ------ | ---------- | ----- | ----- | ----- | ----- | ----- | ----- | --------- |
| 18 Jul | 13:00 | 'Rússia '  | 3–1    | Turquia    | 25–21 | 25–22 | 13–25 | 25–20 |       | 88–88 | 88-88     |
| 18 Jul | 15:00 | 'Polônia ' | 3–0    | Brasil     | 25–14 | 25–18 | 25–23 |       |       | 75–55 | 75–55     |
| 18 Jul | 13:00 | 'Rússia '  | 3–0    | Polônia    | 25–20 | 25–15 | 25–14 |       |       | 75–49 | 75–49     |
| 19 Jul | 15:00 | Brasil     | 1–3    | ' Turquia' | 19–25 | 25–23 | 19–25 | 18–2  |       | 81–75 | 81-98     |
| 20 Jul | 13:00 | Polônia    | 1–3    | ' Turquia' | 25–13 | 20–25 | 18-25 |       |       | 63–38 | 87-89     |
| 20 Jul | 15:00 | Rússia     | –      | Brasil     | –     | –     | –     |       |       | 0–0   |           |

### Grupo F
Classificação
|     |                |     | Jogos | Jogos | Jogos | Pontos | Pontos | Pontos | Sets | Sets | Sets  |
| Pos | Equipe         | Pts | T     | V     | D     | V      | P      | R      | V    | P    | R     |
| --- | -------------- | --- | ----- | ----- | ----- | ------ | ------ | ------ | ---- | ---- | ----- |
| 1   | China          | 8   | 3     | 3     | 0     | 281    | 258    | 1.089  | 9    | 3    | 3,000 |
| 2   | Japão          | 6   | 3     | 2     | 1     | 245    | 206    | 1.189  | 7    | 3    | 2.333 |
| 3   | Bulgária       | 2   | 3     | 1     | 2     | 203    | 259    | 0.784  | 3    | 8    | 0.375 |
| 4   | Estados Unidos | 2   | 3     | 0     | 3     | 273    | 279    | 0.978  | 4    | 9    | 0.444 |

Resultados
| Data   | Hora  |             | Placar |                | Set 1 | Set 2 | Set 3 | Set 4 | Set 5 | Total   | Relatório |
| ------ | ----- | ----------- | ------ | -------------- | ----- | ----- | ----- | ----- | ----- | ------- | --------- |
| 18 jul | 18:00 | 'China '    | 3–2    | Estados Unidos | 23–25 | 30–28 | 25–16 | 10–25 | 15–13 | 103–107 | 103–107   |
| 18 jul | 20:00 | Bulgária    | 0–3    | ' Japão'       | 16–25 | 12–25 | 18–25 |       |       | 46–75   | 46–75     |
| 18 jul | 18:00 | 'Japão '    | 3–0    | Estados Unidos | 25–18 | 25–22 | 25–15 |       |       | 75–55   | 75–55     |
| 19 jul | 20:00 | 'China '    | 3–0    | Bulgária       | 25–18 | 25–17 | 25–21 |       |       | 75–56   | 75–56     |
| 20 jul | 18:00 | 'Bulgária ' | 3–2    | Estados Unidos | 16–25 | 26–24 | 19–25 | 25–23 | 15–12 | 101–109 | 101–109   |
| 20 jul | 20:00 | 'China '    | 3–1    | Japão          | 25–19 | 30–28 | 23–25 | 25–23 |       | 103–95  | 103–95    |

### Grupo G
Classificação
|     |           |     | Jogos | Jogos | Jogos | Pontos | Pontos | Pontos | Sets | Sets | Sets  |
| Pos | Equipe    | Pts | T     | V     | D     | V      | P      | R      | V    | P    | R     |
| --- | --------- | --- | ----- | ----- | ----- | ------ | ------ | ------ | ---- | ---- | ----- |
| 1   | Sérvia    | 8   | 3     | 3     | 0     | 254    | 214    | 1.187  | 9    | 2    | 4.500 |
| 2   | Argentina | 7   | 3     | 2     | 1     | 259    | 224    | 1.156  | 8    | 4    | 2,000 |
| 3   | Peru      | 3   | 3     | 1     | 2     | 144    | 152    | 0.947  | 4    | 7    | 0.571 |
| 4   | México    | 0   | 3     | 0     | 3     | 187    | 247    | 0.757  | 1    | 9    | 0.111 |

Resultados
| Data   | Hora  |           | Placar |              | Set 1 | Set 2 | Set 3 | Set 4 | Set 5 | Total   | Relatório |
| ------ | ----- | --------- | ------ | ------------ | ----- | ----- | ----- | ----- | ----- | ------- | --------- |
| 18 jul | 13:00 | Peru      | 0–3    | ' Sérvia'    | 13–25 | 15–25 | 19–25 |       |       | 47–75   | 47–75     |
| 18 jul | 15:00 | México    | 0–3    | ' Argentina' | 19–25 | 18–25 | 15–25 |       |       | 52–75   | 52–75     |
| 18 jul | 13:00 | 'Sérvia ' | 3–2    | Argentina    | 20–25 | 16–25 | 25–20 | 26–24 | 17–15 | 104–109 | 104–109   |
| 19 jul | 15:00 | México    | 1–3    | ' Peru'      | 21–25 | 25–22 | 17–25 | 14–25 |       | 77–97   | 77–97     |
| 20 jul | 13:00 | Peru      | 1–3    | ' Argentina' | 25–19 | 22–25 | 15–25 | 23-25 |       | 85–69   | 85–67     |
| 20 jul | 15:00 | México    | 0–3    | ' Sérvia'    | 21–25 | 20–25 | 17–25 |       |       | 58–75   | 58–75     |

### Grupo H
Classificação
|     |                      |     | Jogos | Jogos | Jogos | Pontos | Pontos | Pontos | Sets | Sets | Sets  |
| Pos | Equipe               | Pts | T     | V     | D     | V      | P      | R      | V    | P    | R     |
| --- | -------------------- | --- | ----- | ----- | ----- | ------ | ------ | ------ | ---- | ---- | ----- |
| 1   | Itália               | 9   | 3     | 3     | 0     | 225    | 149    | 1.510  | 9    | 0    | MAX   |
| 1   | República Dominicana | 6   | 3     | 2     | 1     | 218    | 172    | 1.267  | 6    | 3    | 2,000 |
| 1   | Cuba                 | 3   | 3     | 1     | 2     | 167    | 206    | 0.811  | 3    | 6    | 0.500 |
| 1   | Egito                | 0   | 3     | 0     | 3     | 142    | 225    | 0.631  | 0    | 9    | 0,000 |

Resultados
| Data   | Hora  |                         | Placar |           | Set 1 | Set 2 | Set 3 | Set 4 | Set 5 | Total | Relatório |
| ------ | ----- | ----------------------- | ------ | --------- | ----- | ----- | ----- | ----- | ----- | ----- | --------- |
| 18 jul | 18:00 | ' República Dominicana' | 3–0    | Cuba      | 25–18 | 25–17 | 25–16 |       |       | 75–51 | 75–51     |
| 18 jul | 20:00 | Egito                   | 0–3    | ' Itália' | 17–25 | 17–25 | 6–25  |       |       | 40–75 | 40–75     |
| 18 jul | 18:00 | ' Itália'               | 3–0    | Cuba      | 25–15 | 25–11 | 25–15 |       |       | 75–41 | 75–41     |
| 19 jul | 20:00 | ' República Dominicana' | 3–0    | Egito     | 25–13 | 25–14 | 25–19 |       |       | 75–46 | 75–46     |
| 20 jul | 18:00 | Egito                   | 0–3    | ' Cuba'   | 19–25 | 22–25 | 15–25 |       |       | 56–75 | 56–75     |
| 20 jul | 20:00 | República Dominicana    | 0–3    | ' Itália' | 23–25 | 23–25 | 22–25 |       |       | 68–75 | 68–75     |

## Fase final

### Classificação do 13º ao 16º lugares
Resultado
| Data   | Hora  |         | Placar |           | Set 1 | Set 2 | Set 3 | Set 4 | Set 5 | Total | Relatório |
| ------ | ----- | ------- | ------ | --------- | ----- | ----- | ----- | ----- | ----- | ----- | --------- |
| 22 jul | 13:00 | 'Peru ' | 3–0    | Egito     | 25–19 | 25–13 | 25–14 |       |       | 75–46 | 75-46     |
| 22 jul | 15:00 | Cuba    | 1–3    | ' México' | 21–25 | 19–25 | 25–21 | 16–25 |       | 81–96 | 81-96     |

### Classificação do 9º ao 12º lugares
Resultado
| Data   | Hora  |        | Placar |                      | Set 1 | Set 2 | Set 3 | Set 4 | Set 5 | Total | Relatório |
| ------ | ----- | ------ | ------ | -------------------- | ----- | ----- | ----- | ----- | ----- | ----- | --------- |
| 22 jul | 18:00 | Itália | 3–0    | Argentina            | 25–21 | 25–17 | 25–20 |       |       | 75–58 | 75–58     |
| 22 jul | 20:00 | Sérvia | 3–0    | República Dominicana | 25–18 | 25–20 | 25–23 |       |       | 75–61 | 75–61     |

### Classificação do 5º ao 8º lugares
Resultado
| Data   | Hora  |            | Placar |                | Set 1 | Set 2 | Set 3 | Set 4 | Set 5 | Total | Relatório |
| ------ | ----- | ---------- | ------ | -------------- | ----- | ----- | ----- | ----- | ----- | ----- | --------- |
| 22 jul | 13:00 | 'Polônia ' | 3–1    | Estados Unidos | 25–14 | 25–16 | 20–25 | 25–20 |       | 95–75 | 95-75     |
| 22 jul | 15:43 | Bulgária   | 1–3    | ' Brasil'      | 25–22 | 10–25 | 17–25 | 14–25 |       | 66–97 | 66-97     |

### Semifinais
Resultado
| Data   | Hora  |           | Placar |         | Set 1 | Set 2 | Set 3 | Set 4 | Set 5 | Total   | Relatório |
| ------ | ----- | --------- | ------ | ------- | ----- | ----- | ----- | ----- | ----- | ------- | --------- |
| 22 jul | 18:00 | 'China '  | 3–0    | Turquia | 25–20 | 25–21 | 25–17 |       |       | 75–58   | 75–58     |
| 22 jul | 20:00 | 'Rússia ' | 3–2    | Japão   | 32–30 | 25–19 | 23–25 | 23–25 | 15–12 | 118–111 | 118–111   |

### Décimo quinto lugar
Resultado
| Data   | Hora  |       | Placar |         | Set 1 | Set 2 | Set 3 | Set 4 | Set 5 | Total | Relatório |
| ------ | ----- | ----- | ------ | ------- | ----- | ----- | ----- | ----- | ----- | ----- | --------- |
| 23 jul | 11:00 | Egito | 0–3    | ' Cuba' | 23–25 | 22–25 | 21–25 |       |       | 66–75 | 66–75     |

### Décimo terceiro lugar
Resultado
| Data   | Hora  |      | Placar |           | Set 1 | Set 2 | Set 3 | Set 4 | Set 5 | Total   | Relatório |
| ------ | ----- | ---- | ------ | --------- | ----- | ----- | ----- | ----- | ----- | ------- | --------- |
| 23 jul | 13:00 | Peru | 2–3    | ' México' | 17–25 | 25–22 | 25–17 | 23–25 | 10–15 | 100–104 | 100–104   |

### Décimo primeiro lugar
Resultado
| Data   | Hora  |           | Placar |                         | Set 1 | Set 2 | Set 3 | Set 4 | Set 5 | Total | Relatório |
| ------ | ----- | --------- | ------ | ----------------------- | ----- | ----- | ----- | ----- | ----- | ----- | --------- |
| 23 jul | 15:48 | Argentina | 0–3    | ' República Dominicana' | 20–25 | 17–25 | 19–25 |       |       | 56–75 | 56–75     |

### Nono lugar
Resultado
| Data   | Hora  |           | Placar |        | Set 1 | Set 2 | Set 3 | Set 4 | Set 5 | Total | Relatório |
| ------ | ----- | --------- | ------ | ------ | ----- | ----- | ----- | ----- | ----- | ----- | --------- |
| 23 jul | 17:35 | 'Itália ' | 3–0    | Sérvia | 25–20 | 25–19 | 25–15 |       |       | 75–54 | 75–54     |

### Sétimo lugar
Resultado
| Data   | Hora  |                   | Placar |          | Set 1 | Set 2 | Set 3 | Set 4 | Set 5 | Total  | Relatório |
| ------ | ----- | ----------------- | ------ | -------- | ----- | ----- | ----- | ----- | ----- | ------ | --------- |
| 23 Jul | 13:00 | 'Estados Unidos ' | 3–2    | Bulgária | 25–16 | 19–25 | 19–25 | 25–16 | 15–9  | 103–91 | 103–91    |

### Quinto lugar
Resultado
| Data   | Hora  |         | Placar |           | Set 1 | Set 2 | Set 3 | Set 4 | Set 5 | Total  | Relatório |
| ------ | ----- | ------- | ------ | --------- | ----- | ----- | ----- | ----- | ----- | ------ | --------- |
| 23 jul | 15:24 | Polônia | 1–3    | ' Brasil' | 17–25 | 21–25 | 29–27 | 21–25 |       | 88–102 | 88–102    |

### Terceiro lugar
Resultado
| Data   | Hora  |         | Placar |          | Set 1 | Set 2 | Set 3 | Set 4 | Set 5 | Total   | Relatório |
| ------ | ----- | ------- | ------ | -------- | ----- | ----- | ----- | ----- | ----- | ------- | --------- |
| 23 jul | 18:05 | Turquia | 2–3    | ' Japão' | 25–19 | 20–25 | 25–18 | 20–25 | 12–15 | 102–102 | 102–102   |

### Final
Resultado
| Data   | Hora  |       | Placar |        | Set 1 | Set 2 | Set 3 | Set 4 | Set 5 | Total | Relatório |
| ------ | ----- | ----- | ------ | ------ | ----- | ----- | ----- | ----- | ----- | ----- | --------- |
| 23 jul | 20:30 | China | 3–0    | Rússia | 25–22 | 25–22 | 25–16 |       |       | 75–60 | 75–60     |